# Молодяков, Василий Элинархович
Василий Элинархович Молодяков  (род. 3 июня 1968 года в Москве, РСФСР, СССР) — российский и японский историк, политолог и коллекционер.

## Биография
Сын известного историка-японоведа, профессора Э. В. Молодяковой, племянник биолога Л. В. Гарибовой. В 1985 году поступил в ИСАА. В 1986—1988 годах служил в армии. В 1988—1991 годах учился на 2-4 курсах. В 1991—1992 годах был на стажировке в Японии. В 1992—1993 годах учился на 5 курсе. После окончания историко-филологического факультета Института стран Азии и Африки (ИСАА) при МГУ по специальности «история Японии» поступил в аспирантуру при нём по специальности «политология».
С 1995 года живёт и работает в Токио. Докторант отделения международных отношений Токийского университета (1996—2000 годы). Приглашённый сотрудник Института общественных наук при Токийском университете (2000—2001 годы). Представитель ежегодника «Япония» (Ассоциации японоведов России) в Японии (с 2001 года). Старший научный сотрудник (2003—2008), приглашённый профессор (2008—2012), профессор (с 2012 года) Института японской культуры Университета Такусёку (Токио). Ведущий научный сотрудник Института востоковедения РАН (с 2010 года). Специальный приглашённый исследователь университета Хосэй (2008—2013).

## Научная деятельность
Кандидат исторических наук; диссертация «Образ Японии в Европе и России второй половины XIX — начала XX века» (1996; ИСАА при МГУ). Доктор философии (Ph. D.); диссертация «Сиратори Тосио и внешняя политика Японии, 1930—1941» (Токийский университет; 2002). Доктор политических наук; диссертация «Консервативная революция в Японии: политика и идеология» (2004; философский факультет МГУ).
Василий Молодяков относит себя к «ревизионистской» школе историографии, определяемой такими именами, как Гарри Элмер Барнз, Джон Толанд и отчасти Дэвид Ирвинг. Его научная деятельность пролегает в нескольких взаимосвязанных сферах.
Первые работы Молодякова были посвящены «образу Японии» в Европе и России второй половины XIX и начала XX веков, в том числе в творчестве французских импрессионистов, британских прерафаэлитов и русских символистов. Параллельно с этим он изучал причины и характер «реставрации Мэйдзи» как ключевого события новой истории Японии, предложив её оригинальную трактовку в качестве консервативной революции. Эта концепция получила признание в российских научных кругах) и была включена в программы ряда учебных заведений.
Используя с начала 1990-х годов научный инструментарий геополитики, Молодяков сформулировал и обосновал концепцию возможности «континентального блока» Германии, СССР и Японии (с Италией в качестве младшего партнера) в 1939—1941 гг. в ряде работ, включая три книги, которые были высоко оценены такими историками, как Марк Раев, Сергей Семанов, Владимир Невежин и Борис Соколов. Продолжением этих исследований стали написанные им фундаментальные биографии японского дипломата Тосио Сиратори и Иоахима фон Риббентропа, а также статьи о Фумимаро Коноэ, Коки Хирота, Ёнаи Мицумаса, Рихарде Зорге как геополитике и др. Молодяков также является соавтором обобщающих работ по истории Японии XX века, истории внешней политики Японии, истории отношений СССР со странами Востока в 1920—1940-е годы. Молодяков является последовательным критиком Токийского процесса, за что подвергался критике со стороны других историков.
В 2000—2010-е годы Молодяков выпустил девять книг (в том числе две на японском языке), посвящённых истории российско-японских отношений конца XIX и первой половины XX веков, которые он рассматривает через призму сотрудничества двух держав, а не их вражды. Он акцентирует внимание на умении сторон находить компромисс и урегулировать возникающие конфликты при обоюдном наличии воли к сотрудничеству, уделяя особое внимание деятельности Таро Кацура, Симпэй Гото, Николая Японского, Адольфа Иоффе, Льва Карахана. «Золотым веком» русско-японских отношений он считает период между Портсмутским мирным договором и русской революцией. Работы Молодякова основаны на солидной документальной базе, включая материалы из российских и японских архивов, впервые опубликованные или введённые им в научный оборот. Его книга «Гото Симпэй и русско-японские отношения» была переведена на японский язык и отмечена рецензиями в газетах «Асахи» (02.08.2009), «Майнити» (04.10.2009 и 17.11.2009) и «Нихон то Юрасия» (15.10.2009), а также была удостоена Большой Азиатско-Тихоокеанской премии за 2009 год. Результаты своих изысканий Молодяков популяризирует в видеолекциях.
Акцентируя внимание на положительном историческом опыте отношений России с другими странами, Молодяков также опубликовал рассчитанные на широкого читателя книги о «золотом веке» отношений России с Германией, Францией и Италией (все в издательстве «Просвещение»).
Молодяков — автор популярных книг о происхождении мировых войн «Первая мировая: война, которой могло не быть» и «Вторая мировая: война которой не могло не быть».
Молодяков подготовил первые русские издания сочинений американского писателя Джорджа Сильвестра Вирека и опубликовал его биографию, а также ряд статей и видеолекций о нём.
Важной сферой научной деятельности Молодякова также является история русской литературы Серебряного века, прежде всего жизнь и творчество Валерия Брюсова. Обобщением его многолетних изысканий стали сборник статей «Загадки Серебряного века» и первая биография Валерия Брюсова. Молодяков опубликовал ряд текстов Брюсова, составил и подготовил к печати сборники его автобиографической и мемуарной прозы и политических комментариев. В своих работах Молодяков часто использует собственное собрание книг и документов, которому посвятил книги «Неизвестные поэты» и «Bibliophilica», написанные, по словам автора, с ориентацией на библиофильскую прозу Владимира Лидина.
Статьи и рецензии Молодякова и подготовленные им архивные публикации печатались в России, Казахстане, Армении, Японии, США, Нидерландах. Он также является автором статей в «Большой российской энциклопедии», энциклопедии «Япония от А до Я», энциклопедии синто «Боги, святилища, обряды Японии», «Энциклопедии Сахалинской области» (интернет-версия), биобиблиографическом словаре «Русские писатели. 1800—1917» . Автор книги стихов «Бумажный парус» (2004). В периодике стихи публиковал исключительно за границей — в США и в Казахстане. Был членом редколлегии поэтического альманаха «Встречи», издававшегося в Филадельфии.

## Публикации
Автор около 600 публикаций, включая более 30 книг:
- Неизвестные поэты. Рассказы библиофила. Кн. 1-2. СПб.: СПб. клуб любителей миниатюрной книги. 1995—1996.
- Образ Японии в Европе и России второй половины XIX — начала XX веков. М.: Институт востоковедения РАН, 1996. ISBN 5-89282-016-5
- Подсудимые и победители. Заметки и размышления историка о Токийском процессе. Токио: издание автора, 1996.
- «Мой сон, и новый, и всегдашний…». Эзотерические искания Валерия Брюсова. Токио: издание автора, 1996.
- Консервативная революция в Японии: идеология и политика. М.: Восточная литература, 1999. ISBN 5-02-018060-2
- Валерий Брюсов. Мировое состязание. Политические комментарии. 1902—1924. Составление, вступительная статья, подготовка текста и комментарии. М.: АИРО-ХХ, 2003. Серия «Первая публикация». ISBN 5-88735-117-9
- Несостоявшаяся ось: Берлин — Москва — Токио. М.: Вече, 2004. ISBN 5-94538-445-3
- Россия и Япония: поверх барьеров. Неизвестные и забытые страницы российско-японских отношений (1899—1929). М.: Астрель, 2005. ISBN 5-17-027666-4 ISBN 5-271-09455-3
- Россия и Япония: меч на весах. Неизвестные и забытые страницы российско-японских отношений (1929—1948). М.: Астрель, 2005. ISBN 5-17-031706-9 ISBN 5-271-11888-6
- Кацура Таро, Гото Симпэй и Россия. Сборник документов. 1907—1929. Составление, вступительная статья, подготовка текста и примечания. М.: АИРО-XXI — Дмитрий Буланин, 2005. Серия «Первая публикация». ISBN 5-91022-016-0 ISBN 5-86007-499-9
- Эпоха борьбы. Сиратори Тосио (1887—1949): дипломат, политик, мыслитель. М.: АИРО-XXI — Дмитрий Буланин, 2006. Серия «АИРО-Монография». ISBN 5-91022-014-4 ISBN 5-86007-501-4
- Россия и Япония: рельсы гудят. Железнодорожный узел российско-японских отношений (1891—1945). М.: Астрель, 2006. ISBN 5-17-038977-9 ISBN 5-271-14147-0
- Гото Симпэй и русско-японские отношения. М.: АИРО-XXI — Дмитрий Буланин, 2006. Серия «АИРО-Монография». ISBN 5-91022-038-1 ISBN 5-86007-539-1 Перевод на японский язык: Токио: Фудзивара сётэн, 2009. ISBN 978-4-89434-684-0
- История Японии. XX век. М.: Институт востоковедения РАН, 2007 (соавт. Э. В. Молодякова, С. Б. Маркарьян). ISBN 978-5-93675-157-8
- Россия и Япония: имиджевые войны. М.: Астрель, 2007 (соавт. А. Е. Куланов).
- Риббентроп. Упрямый советник фюрера. М.: АСТ-Пресскнига, 2008. ISBN 978-5-462-00779-8
- Bibliophilica. M.: издание Льва Шпринца, 2008.
- Тосио Сиратори. Новое пробуждение Японии. Политические комментарии. 1933—1945. Составление, перевод, вступительная статья и комментарии. М.: АИРО-XXI, 2008. Серия «Первая публикация». ISBN 978-5-91022-078-6
- Россия и Япония: золотой век (1905—1916). М.: Просвещение, 2008. Серия «На грани мира». ISBN 978-5-09-018968-2
- Россия и Германия: дух Рапалло (1919—1932). М., 2009. Серия «На грани мира». ISBN 978-5-09-019144-9
- Загадки Серебряного века. М.: АСТ-Пресскнига, 2009. ISBN 978-5-462-00928-0
- Россия и Франция: entente cordiale (1889—1900). M., 2010. Серия «На грани мира». ISBN 978-5-09-016601-0
- Россия и Италия: секреты дружбы (1920—1934). М., 2010. Серия «На грани мира». ISBN 978-5-09-018291-1
- Валерий Брюсов. Биография. СПб.: Vita Nova, 2010. ISBN 978-5-93898-309-0
- Япония в меняющемся мире. Идеология. История. Имидж. М.: Моногатари, 2011. ISBN 978-5-91840-006-7
- Россия «японизма». Неизвестные страницы истории русско-японских культурных связей. (На японском языке). Токио: Фудзивара сётэн, 2011. ISBN 978-4-89434-809-7
- Первая мировая: война, которой могло не быть. М.: Просвещение, 2012. Серия «Грабли истории». ISBN 978-5-09-018574-5
- Вторая мировая: война, которой не могло не быть. М.: Просвещение, 2012. Серия «Грабли истории». ISBN 978-5-09-020327-2
- Россия и Япония в поисках согласия (1905—1945). Геополитика. Дипломатия. Люди и идеи. М.: АИРО-XXI, 2012. Серия «АИРО-Монография». ISBN 978-5-91022-178-3
- Джордж Сильвестр Вирек: больше чем одна жизнь (1884—1962). М.: Кругъ, 2015. ISBN 978-5-7396-0344-9
- Георгий Шенгели. Биография. — М. : Водолей, 2016. — 616 с. — ISBN 978-5-91763-324-4.
- Шарль Моррас и «Action française» против Третьего Рейха. — СПб. : Нестор-История, 2021. — 342 с., ил. ISBN 978-5-4469-1781-5

Статьи
- Марков, Сергей Николаевич : [арх. 6 октября 2022] / Пашков А. В., Молодяков В. Э. // Маниковский — Меотида. — М. : Большая российская энциклопедия, 2012. — С. 161. — (Большая российская энциклопедия : [в 35 т.] / гл. ред. Ю. С. Осипов ; 2004—2017, т. 19). — ISBN 978-5-85270-353-8.

## Дополнительная информация
- Член ряда научных обществ России и Японии.
- Член-учредитель НП «Национальный союз библиофилов» (Россия. 2010). Член Организации российских библиофилов (ОРБ).
- Лауреат Большой Тихоокеанской премии газеты «Майнити» (за монографию «Гото Симпэй и русско-японские отношения», вышедшую в 2009 году в Японии).